# Capbryinae
Capbryinae zijn een onderfamilie van springstaarten binnen de familie van Entomobryidae. De onderfamilie telt 2 geslachten en 3 soorten.

## Geslachten
- Capbrya (2 soorten)
- Hispanobrya (1 soort)